# Гуськов Володимир Олександрович
Гуськов Володимир Олександрович (1869—1951) — радянський і український науковець-гірник, гірничий інженер, закінчив Петербурзький гірничий інститут 1895 р., екстраординарний професор (1909), доктор технічних наук, професор (1935), працював у Дніпропетровському гірничому університеті 1902—1949 р., завідувач кафедри «Збагачення корисних копалин» 1903—1946 р.

## Життєпис
В. Гуськов народився 18 липня 1869 р. у м. Севастополі. За соціальним походженням він із почесних потомствених громадян. Гуськов закінчив Севастопольське реальне училище і вступив до Московського вищого технічного училища, потім продовжив освіту в Санкт-Петербурзькому гірничому інституті, який успішно закінчив у 1895 році.
Як гірничий інженер працював на вугільних шахтах Лисичанська, які знаходилися в концесії у бельгійських промисловців. Стажувався у Бельгії і Німеччини (1901—1902).
Товаришував з О. М. Терпигорєвим, який працював асистентом у Катеринославському вищому гірничому училищі. З 1902 р. В. О. Гуськов почав працювати в Катеринославському гірничому училищі, активізував роботу з розвитку діяльності кабінету механічного збагачення корисних копалин, який структурно входив до складу кафедри гірничого мистецтва. З того часу до навчальних планів підготовки гірничих інженерів включаються дисципліни збагачення корисних копалин.
10 травня 1909 р. В. О. Гуськов захистив у Санкт-Петербурзькому гірничому інституті дисертацію на тему «Закони падіння у воді мінеральних частинок у застосуванні до кам'яного вугілля» і вже 15 травня цього року його було обрано екстраординарним професором кафедри гірничого мистецтва.
У 1912 р. В. О. Гуськов виконує обов'язки ректора Катеринославського гірничого інституту та обирається професором вищого окладу. З 1 листопада 1916 року він зроблений статськими радниками зі старшинством.

## Нагороди та відзнаки
В. О. Гуськов нагороджений орденами Святого Станіслава ІІІ ступеня, Святої Анни ІІІ ступеня.

## Основні праці
- Гуськов В. А. Курс горного искусства. Механическое обогащение. Магнитное обогащение: Лекции, читанные студентам 3-го курса Горного Отделения, 1903.
- Гуськов В. А. Основы механического обогащения руд. Сост. по Кирхнеру. — Екатеринослав: ВГУ, 1904. — 80 с.
- Гуськов В. А. Краткий курс механического обогащения каменного угля: Лекции, читанные студентам 3-го курса Горного Отделения / ЕВГУ. Екатеринослав: Типография Губернского Земства, 1911. — 68 с.
- Гуськов В. А. Основы курса механического обогащения руд / ЕВГУ. Екатеринослав: Типография Губернского Земства, 1912. — 165с.
- Гуськов В. А. Основы курса механического обогащения руд // Изв. ЕГИ. — Екатеринослав: Типография Губернского Земства, 1913. Вып. 1. — С. 1-165.
- Магнитное и электрическое обогащение полезных ископаемых / Сост. В. А. Гуськов; ЕГИ. — Екатеринослав: Типография Губернского Земства, 1915. — 54 с.
- Гуськов В. А. Курс горного искусства. Горные работы: Лекции, читанные студентам 2-го курса Горного Отделения // ЕГИ. — Екатеринослав, 1915. — 131 с.
- Гуськов В. А. Обогащение каменного угля.  Харьков; Киев: ОНТИ ГНТИУ, 1934. — 198 с.